# گیاه علفی

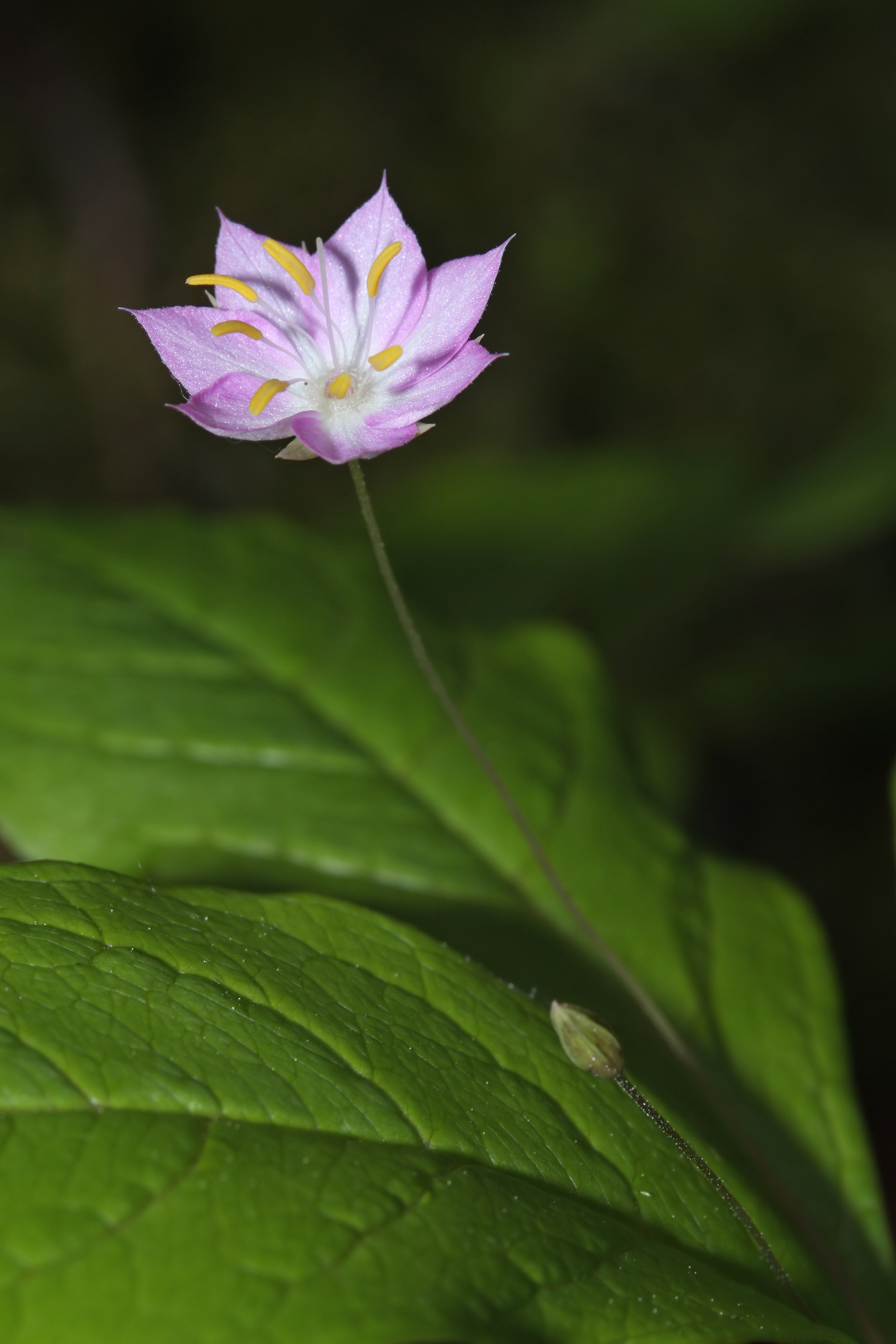
گل ستاره پسفیک گیاه علفی پایایی است که در کف جنگل‌های شمال غربی آمریکا رشد می‌کند.

گیاهان علفی (به انگلیسی: Herbaceous plant) گیاهان آوندداری هستند که هیچ آوند چوبی ماندگاری بالای سطح زمین ندارند. گیاهان علفی ممکن است دارای فصول رویش سالانه، دوساله یا چند ساله باشند.

## پیازها و ساقه‌ها
پیاز‌ها، که اعضای فربه و مدور هستند برگ‌های گوشتالود و مملو از غذا دارند، آن‌طور که در گل حسرت و انواع گل نرگس دیده می‌شود. ساقه‌ها مدور و قطور هستند و نمونه بارز آن در گل زعفران به وجود می‌آید.
اندام‌های ذخیره‌کننده که ساقه‌های زیرزمینی قطور و تخم‌مرغی‌اند برگ‌ها و جوانه‌های ظریف دارند، آن طور که در بوته سیب زمینی دیده می‌شود. ساقه‌های زیرزمینی که بلند و قطور هستند از یک سر آنها جوانه ساقه هوایی و از سر دیگر ریشه به وجود می‌آید. انواع زنبق و بسیاری از گندمیان ساقه‌های زیرزمینی دارند.
پیازها و ساقه‌ها ـ و وابستگان‌شان، یعنی اندام‌های ذخیره‌کننده و ساقه‌های زیرزمینی، ذخیره‌کنندهٔ غذای آن گروه از گیاهان‌اند که علفی هستند و ساقه‌های نرم دارند. این گیاهان به‌طور سالانه می‌رویند. چنین گیاهان طویل‌العمر را گیاهان پایا می‌خوانند. درختان و بوته‌ها از جمله گیاهان چوبی پایا هستند و تنه و شاخه‌های آنها حتی در مناطق بسیار سردسیر هم در سراسر سال زنده می‌مانند. اما گیاهان علفی پایا چنین نیستند: برگ‌های بعضی از این گیاهان، از جمله گندمیان، در زمستان نمی‌ریزد و رشد گیاه هم تا حدودی کند می‌شود، بعضی دیگر، مثل پیازها و انواع گل لاله در زمستان کاملاً، برهنه می‌شوند و در زیرزمین به صورت خفته باقی می‌مانند. در هر دو حالت، آن قسمت از گیاه که در زیر زمین است به صورت انبار غذا عمل می‌کند تا در بهار آینده دوره جدید رشد گیاه آغاز گردد.

## گیاهان علفی پایا (برگ‌دار)

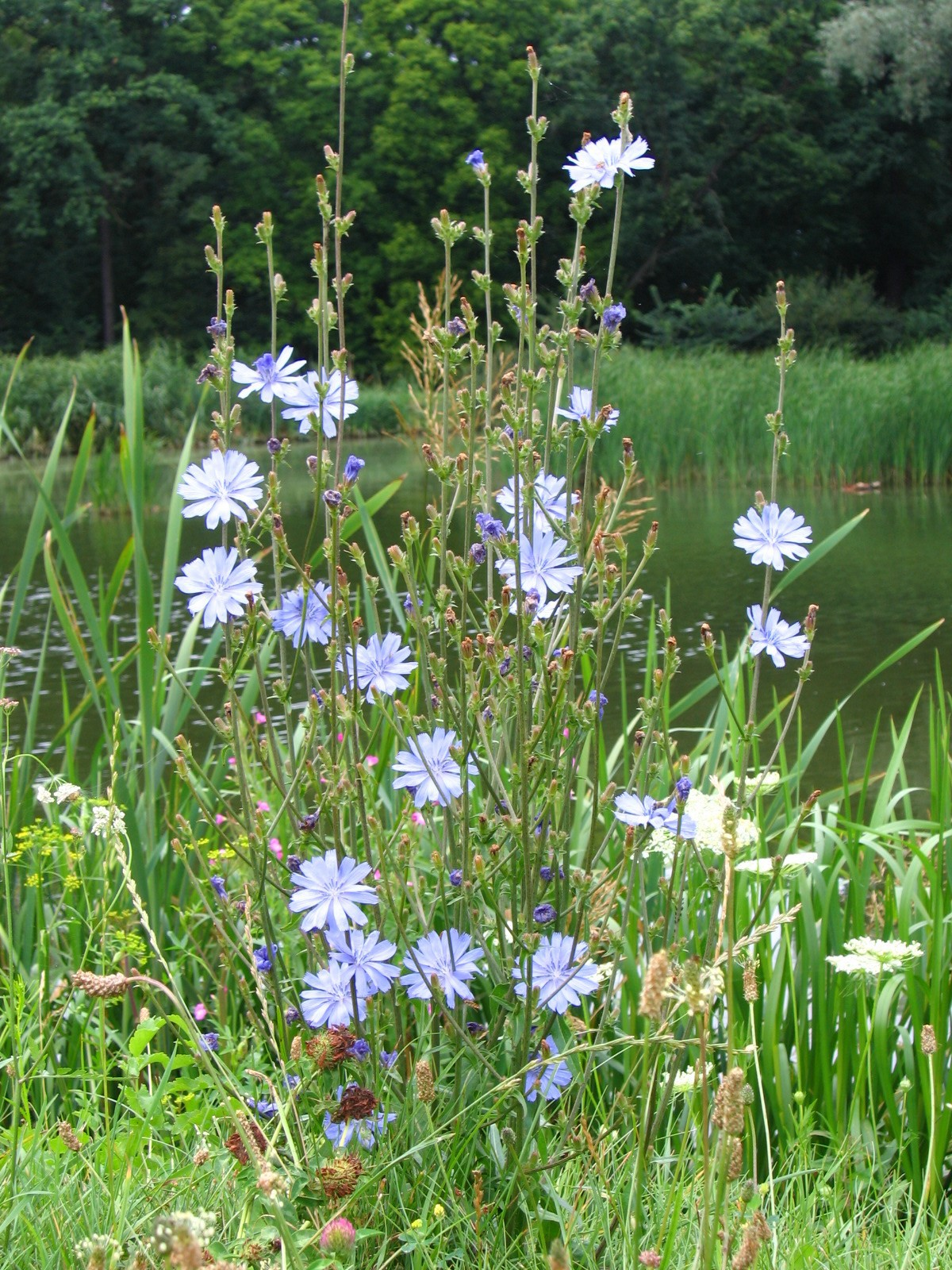
کاسنی دشتی، نمونه‌ای از یک گیاه علفی پایا

گیاهان علفی پایا گیاهان علفی هستند با طول عمری بیش از ۲ سال، این نام‌گذاری برای تفکیک این نوع گیاهان علفی با طول عمر بیش از ۲ سال از دیگر گیاهان علفی با طول عمرهای ۲ ساله و یک ساله پدید آمده‌است. همچنین این نام‌گذاری نشان‌دهندهٔ تفاوت میان گیاهان علفی با قسمت‌های چوبی و گیاهان علفی بدون قسمت‌های چوبی است. معمولاً گیاهان علفی پایا قسمت‌های چوبی بیشتری دارند.
گیاهان علفی پایا عبارتند از اعضای خانواده سوسنیان و زنبق، انواع عادی سوسن که شامل لاله، سنبل، پیاز، سیر و سوسن‌های حقیقی هستند.
همچنین توت‌فرنگی از جمله گیاهان پایایی است که با ایجاد ساقه‌های رونده تولید مثل می‌کند. هر بوتهٔ جدید توت‌فرنگی در سال اول دسته‌ای از برگ و گل و میوه و ساقه‌های رونده تولید می‌کند، در سال بعد بعضی از بذرهای گیاه ممکن است برویند و ساقه‌های رونده آن هم ریشه می‌دواند و به تدریج بوته‌های تازه به وجود می‌آید. این فرایند هر سال ادامه می‌یابد. میوه‌های حقیقی بوته توت‌فرنگی‌هایی که برای خورن استفاده می‌شوند در واقع ساقه سرخ و گوشتالود گیاه، و تخمه‌های بسیار کوچکی است که در سطح قسمت گوشتالود ساقه فرورفته‌اند.

## گیاهان دولپه‌ای یا دو برگ‌چه (اقلیم معتدل)
بیش‌تر گونه‌های این گیاهان دولپه‌ای (دارای دو برگ‌چه) هستند. خانوادهٔ کلم، تربچه، شلغم، گل کلم و کلم ایتالیایی، بهترین نمونه‌های آن به‌شمار می‌آیند، و خانوادهٔ پنچه‌غازی که اسفناج و چغندر از اعضای آن هستند. گل بنفشه فرنگی، همیشه بهار و اطلسی گونه‌هایی از این گیاهان هستند که بیشتر در باغچه‌ها کاشته می‌شوند.
قسمت‌های هوایی گیاهان علفی ـ ساقه‌ها، برگ‌ها و دُم‌گل‌ها ـ معمولاً در فصل پاییز خشک می‌شوند. گونه‌های یک ساله فقط یک فصل رشد دارند که در انتهای آن تمام گیاه از بین می‌رود. چرخه زندگی گیاهان دو ساله طی دو فصل رشد تکمیل می‌گردد. گیاهان پایا، مثل خانوادهٔ زنبق نیز از جمله گیاهان علفی هستند. هر سه نوع یاد شده بسیار جالب توجه‌اند زیرا بعضی اوقات فاصله بین آغاز رویش بذر تا گل دادن آن بیش از چند هفته نیست، و از درختان و بوته‌هایی که سال‌ها طول می‌کشد تا گل بدهند، به مراتب سریع‌تر تکثیر می‌شوند. البته، پرورش‌دهندگان گل در مناطقی که آب و هوای معتدل دارند، گونه‌هایی مانند همیشه‌بهار را نیمه مقاوم به‌شمار می‌آورند، چون بذرهای آن در مرحله جوانه زدن تاب تحمل سرمای شدید را ندارند.

## کاکتوس‌ها (اقلیم گرمسیری)
کاکتوس واژه‌ای است یونانی به معنای گیاه خاردار، و بسیاری از کاکتوس‌ها ساقه‌ها و میوه‌های پرخاری دارند که جانوران را از بلعیدن آنها بازمی‌دارد.
گیاهانی که در صحراها و خارستان‌های نواحی خشک می‌رویند، همواره باید کم‌آبی را تحمل کنند. کاکتوس‌ها، به عنوان مثال، برای آنکه با این وضعیت سازگار شوند برگ ندارند و بنابراین، فرایند فتوسنتز در ساقه‌ها و شاخه‌های سبزشان به وقوع می‌پیوندد. فقدان برگ‌ها از هدر رفتن آبی که در مرحله تولید غذای یاخته به وجود می‌آید، ممانعت می‌کنند. برخی از گیاهان نواحی گرم و خشک، آب‌دار هستند. این گیاهان برگ‌های قطوری دارند که آب را در خود نگه می‌دارند و مانند کاکتوس‌ها، غالباً به کمک ریشه‌های درازشان از اعماق زمین آب جذب می‌کنند.
کاکتوس‌ها، بومی نواحی گرم و خشک آمریکای شمالی و جنوبی هستند.